# Мирновский сельский совет (Симферопольский район)
Ми́рновский сельский совет (укр. Мирнівська сільська рада, крымскотат. Saraylı Qıyat köy şurası) — административно-территориальная единица в Симферопольском районе АР Крым Украины (фактически до 2014 года), ранее до 1991 года — в  составе Крымской области УССР в СССР.
Решением Крымоблисполкома от 8 сентября 1958 года № 133 населённому пункту при совхозе «Красный» присвоено название посёлок Мирное, в том же году он был повышен до села и Каховский сельсовет переименован в Мирновский с центром в селе Мирное.
Население по переписи 2001 года составило около 10 630 человек.
К 2014 году сельсовет состоял из 4 сёл:
- село Мирное
- село Богдановка
- село Белоглинка
- село Грушевое

С 2014 года на месте сельсовета находится Мирновское сельское поселение.